# Amra Tholus
L'Amra Tholus è una struttura geologica della superficie di Venere.